# Teatro Mariinski
O Teatro Mariinski (em russo:  Мариинский театр, é um teatro histórico, de ópera e balé, localizado na cidade russa de São Petersburgo. Inaugurado em 1860, tornou-se o teatro russo mais proeminente na área musical durante o século XIX, palco da estreia de muitas obras-primas de Tchaikovsky, Mussorgsky, e Rimsky-Korsakov. Com a aposentadoria de Yuri Temirkanov em 1988, o maestro Valery Gergiev passou a ocupar as funções de direção geral.

## Nomes
O teatro foi nomeado em homenagem a Maria de Hesse-Darmstadt, Imperatriz Maria Alexandrovna, esposa do czar Alexandre II. Há um busto da Imperatriz no foyer da entrada principal. O nome mudou ao longo de sua história, refletindo as alterações políticas:
| De   | Até     | Russo                                                                | Português                                      |
| ---- | ------- | -------------------------------------------------------------------- | ---------------------------------------------- |
| 1860 | 1920    | Императорский Мариинский театр                                       | Imperial Teatro Mariinski                      |
| 1920 | 1935    | Государственный академический театр оперы и балета                   | Academia Estatal Teatral de Ópera e Balé       |
| 1935 | 1992    | Государственный академический театр оперы и балета имени С.М. Кирова | Academia Estatal Teatral de Ópera e Balé Kirov |
| 1992 | Present | Государственный aкадемический Мариинский театр                       | Academia Estatal Teatro Mariinski              |

## Origens
O teatro imperial da ópera e do ballet em São Petesburgo foi estabelecido em 1783 no mandato de Catarina, A Grande. Originalmente as performances de ballet e ópera eram realizadas no Teatro Karl Knipper em Tsaritsa Meador. O Teatro Hermitage, ao lado do Palácio de Inverno, foi usado como lugar para performances para o público da elite, convidados aristocráticos da Imperatriz.
Um teatro permanente foi construido para a nova companhia de ópera e ballet e foi desenhado por Antonio Rinaldi e aberto em 1783. Conhecido como Teatro Imperial Bolshoi Kamenny, era situado na Praça do Teatro. Em 1836, o teatro foi redesenhado pelo arquiteto Albert Cavo (filho de Catterino Cavos, um compositor de óperas) e serviu como o teatro principal do Ballet Imperial e para ópera. No dia 29 de Janeiro de 1849 foi inaugurado. Tinha o dobro do tamanho do antigo teatro. E a estrutura tinha o estilo neo-bizantino. 
Dez anos depois foi reconstruído por Cavos, tinha a capacidade de 1.625 espectadores e um estilo italiano. O teatro foi, novamente, reaberto dia 2 de Outubro de 1860 com a performance de Uma vida pelo Czar, de Mikhail Glinka. O novo teatro foi nomeado Mariinsky pela imperatriz Maria Alexandrovna.

## Repertório
O Teatro Mariinsky (antecessor do Teatro Bolshoi Kamenny) foi palco de muitas estreias de Mikhail Glinka, Modest Mussorgsky e Tchaikovsky. 
Também foi palco de muitas apresentações de ballet, como A Bela Adormecida em 1890, O Quebra Nozes em 1892, Raymonda em 1898 e definitivamente reviveu  O Lago dos Cisnes em 1895.
Quando o teatro foi designado como o principal palco da Ópera e Ballet Imperial em 1886, foi extensivamente renovado.  Com uma célebre reinauguração no mandato do Imperador Alexandre III, com a apresentação de Les Pilules Magiques de Ludwig Minkus.
Outras estreias que aconteceram lá, já no teatro reformado, foram Boris Godunov de Mussorgsky, The Golden Cockerel de Rimsky-Korsakov, A Dama de Espadas e Iolanthe de Tchaikovsky, Romeu e Julieta e Cinderella de Prokofiev e Spartacus de Khachaturian.
O teatro foi a casa de grandes empresários, maestro e músicos. A Academia Vaganova de Balet Russo, a escola de ballet do Teatro Mariinsky, fez crescer a carreira de Mathilde Kschessinskaya, Olga Preobrajenskaya, Anna Pavlova, Tamara Karsavina, Vaslav Nijinsky, Marina Semenova, George Balanchine, Galina Ulanova, Rudolf Nureyev, Natália Makarova, Mikhail Baryshnikov, Irina Kolpakova, Galina Mezentseva, Altynai Asylmuratova, Ulyana Lopatkina, Diana Vishneva e Svetlana Zakharova.

## O Teatro Hoje
Sob o mandato de Yuri Temirkanov, que foi o maestro principal de 1976 até 1988, a Companhia de Ópera continuou fazendo produções inovadoras, tanto de obras modernas quanto óperas clássicas russas. Desde 1988, quando Temirkanov se retirou da companhia, o maestro Valery Gergiev tomou seu lugar. Com Giergiev a companhia teve uma era de excelência e criatividade.
Gergiev está no comando da Companhia de Ópera e Ballet como diretor artístico. Desde que seu mandato na Companhia de Ópera começou em 1988 (especialmente desde 1993), o impacto da ópera lá é enorme. Primeiramente ele reorganizou as operações da companhia e estabeleceu ligações com muitas das maiores e melhores casas de óperas do mundo, incluindo Royal Opera House, Metropolitan Opera, Opéra Bastille, La Scala, La Fenice, Ópera de Tel Aviv, Ópera Nacional de Washington e a Ópera de São Francisco. E atualmente, a companhia de ópera faz turnes por muitas dessas cidades.

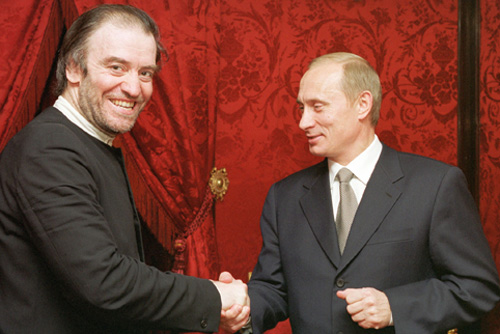
Valery Gergiev (Diretor da Companhia) e Vladimir Putin (Presidente Russo)

Gergiev também tem inovado os concertos de ópera russa: em 1989 aconteceu o festival de Mussorgsky. Similarmente, muitas óperas de Prokofiev foram apresentadas no fim da década de 1990. Óperas de compositores não-russos começaram a ser executado em seus idiomas originais. O Festival Anual das Estrelas das Noites Brancas em São Petesburgo começou com Gergiev em 1993 que colocou Marrinsky no mapa cultural. Neste mesmo ano, eles produziram a ópera La Forza del Destino, de Verdi, com o set, roupas e cenário igual ao da sua estreia em São Petesburgo em 1863. Desde então, isso se tornou uma característica do Festival Noites Brancas.
No início do Século XXI emergiu para a cena mundial a Orquestra do Teatro Mariinski com direção de Valery Gergiev, desempenhando récitas nas principais salas de concertos da Europa e dos Estados Unidos.
Atualmente a companhia conta com uma lista de:
- 22 Sopranos (entre elas a mundialmente famosa Anna Netrebko)
- 13 Mezzo-Sopranos (entre elas a mundialmente famosa Olga Borodina)
- 23 Tenores
- 8 Barítonos
- 14 Baixos

Em 2003, o arquiteto pós-moderno francês Dominique Perrault venceu um concurso para fazer o design do novo teatro.